# Jonathan Levi
Jonathan Alberto Levi (* 23. Januar 1996 in Glumslöv) ist ein schwedischer Fußballspieler. Der Offensivspieler bestritt seine bisherige Karriere in Schweden, Norwegen und Ungarn. Mit Rosenborg BK gewann er zweimal den norwegischen Meistertitel und einmal den Landespokal.

## Sportlicher Werdegang
Levi begann mit dem Fußballspielen beim lokalen Klub Glumslövs FF. Als 14-Jähriger erhielt er ein Angebot von Landskrona BoIS, entschied sich aber, zu bleiben und in der achtklassigen Division 6 bereits im Erwachsenenbereich zu spielen. 2013 wechselte er zum Eskilsminne IF, wo sein älterer Bruder in der viertklassigen Division 2 spielte, und durfte auch hier bereits kurz nach seiner Ankunft mit der Wettkampfmannschaft trainieren. Am Ende der Spielzeit 2014 stieg der Klub in die drittklassige Division 1 auf, zum Kader gehörend kam er jedoch nicht zum Einsatz. Daraufhin verließ er den Klub auf Leihbasis zum Viertligisten HIF Akademi, einem Kooperationspartner von Helsingborgs IF. Hier wurde er unter anderem von Erik Edman und Sven Andersson trainiert. Nach sieben Toren in acht Spielen holte ihn Martin Pringle, der zwischenzeitlich das Traineramt bei Eskilsminne IF übernommen hatte, im Herbst zurück. Im Saisonendspurt bestritt er fünf Ligaspiele für den Klub, der als Vorletzter der Südstaffel jedoch direkt wieder in die Viertklassigkeit abstieg. 
Nach Saisonende trainierte Levi bei Helsingborgs IF mit, von Henrik Larsson erhielt er anschließend ein Vertragsangebot für die zweite Mannschaft. Im Dezember 2015 entschied er sich jedoch, ein Angebot des Drittligisten Landskrona BoIS anzunehmen, wo er einen Zwei-Jahres-Vertrag unterzeichnete. Schnell etablierte er sich als Stammspieler in der Offensive und war mit acht Saisontreffern hinter Erik Pärsson zweitbester vereinsinterner Torschütze, als Tabellendritter verpasste die Mannschaft jedoch den Aufstieg in die Superettan. Damit hatte er jedoch höherklassig auf sich aufmerksam gemacht, beim Zweitligisten Östers IF wurde er bereits im November 2016 von Sportdirektor Matías Concha als Neuzugang präsentiert und unterzeichnete dort einen Drei-Jahres-Kontrakt. Auch hier überzeugte er direkt, in seinen ersten elf Ligaspielen erzielte er fünf Tore.
Im Sommer 2017 nahm der amtierende norwegische Meister Rosenborg BK Levi unter Vertrag, mit dem Klub vereinbarte er einen bis 2021 gültigen Vertrag. Bis zum Ende der Spielzeit 2017 kam er in der Eliteserien unter Trainer Kåre Ingebrigtsen vornehmlich als Einwechselspieler zum Einsatz und trug mit sieben Spieleinsätzen zur Titelverteidigung in der Meisterschaft bei. In der UEFA Champions League 2018/19 scheiterte er mit der Mannschaft in der 2. Qualifikationsrunde an Celtic Glasgow, erreichte aber die Gruppenphase der UEFA Europa League 2018/19. Nachdem er sich dabei anfangs unter Ingebrigtsen in der Spielzeit 2018 als Stammspieler festgespielt hatte, rückte er unter Nachfolger Rini Coolen zeitweise wieder ins zweite Glied. So trug er zwar mit vier Toren in 19 Spielen zur erneuten Meisterschaft bei, beim Ausscheiden im Europapokal als Gruppenletzter hinter dem FC Salzburg, erneut Celtic Glasgow und RB Leipzig ebenso wie beim Triumph im Pokalwettbewerb 2018 gegen Strømsgodset IF saß er regelmäßig auf der Ersatzbank und kam allenfalls als Einwechselspieler zum Zug. So ersetzte er im Pokalendspiel nach 75 Spielminuten Vegar Eggen Hedenstad, zu diesem Zeitpunkt hatten Mike Jensen, Anders Konradsen und Nicklas Bendtner bei einem Gegentreffer von Mustafa Abdellaoue eine 3:1-Führung herausgeschossen, Bendtner erzielte in der Nachspielzeit noch den 4:1-Endstand. Dennoch rückte er in den Fokus der schwedischen Nationalmannschaft, für die er im Januar 2019 beim 2:2-Remis gegen Island debütierte. Im Februar 2019 wechselte er auf Leihbasis zurück nach Schweden, wo er sich IF Elfsborg in der Allsvenskan anschloss. In der Spielzeit 2019 erzielte er fünf Tore, mit dem Klub platzierte er sich auf dem achten Tabellenplatz.
Im Februar 2020 verpflichtete IFK Norrköping Levi für kolportierte 4,5 Millionen schwedische Kronen Ablösesumme, bei seinem neuen Klub unterzeichnete er ein bis 2023 gültiges Arbeitspapier. Im ersten Jahr war er neunmal als Torschütze erfolgreich, in der Spielzeit 2021 taxierte er bei zwei Saisontreffern. Dabei war er unter Trainer Jens Gustafsson sowie dessen Nachfolger Rikard Norling über weite Strecken Stammspieler.